# 秋田県の資格者配置路線
秋田県の資格者配置路線（あきたけんのしかくしゃはいちろせん）とは、交通誘導警備業務に関し、道路又は交通の状況により、秋田県公安委員会が道路における危険を防止するため必要と認める路線である。当該路線で交通誘導警備業務を実施するにあたっては、交通誘導警備業務を実施する場所ごとに、交通誘導警備業務1級検定又は2級検定の合格証明書の交付を受けた警備員を1名以上配置しなければならない。

## 告示・施行
- 2006年9月27日：告示　　秋田県公安委員会告示第144号
- 2007年4月1日：施行
- 2016年1月1日：改正
- 2021年4月1日：改正

## 路線一覧
|    | 路線名                     | 区間 |
| -- | -------------------------- | --- |
| 1  | 国道7号                    | 秋田県にかほ市象潟町小砂川字川崎地内（山形県境）から大館市字長走下内沢地内（青森県境）までの秋田県全域                                     |
| 2  | 国道13号                   | 秋田県湯沢市上院内矢ごめ沢国有林82林班地内（山形県境）から秋田市川尻町字大川反233番地7先の国道7号線との交点まで                            |
| 3  | 国道46号                   | 秋田県仙北市田沢湖生保内字生保内地内（岩手県境）から大仙市協和境字岸館74番5先の国道13号線との交点まで                                      |
| 4  | 国道101号                  | 秋田県山本郡八峰町八森字大間18番2地先（青森県境）から秋田市金足岩瀬字小川瀬31-1地先の国道7号線との交点まで                                 |
| 5  | 国道103号                  | 秋田県鹿角郡小坂町十和田湖休平24番2地先（青森県境）から大館市立花字上立花180番1先の国道7号線との交点まで                                   |
| 6  | 国道105号                  | 秋田県由利本荘市井戸尻23番11先の国道7号線との交点から北秋田市綴子字大堤397番1先の国道7号線との交点まで                                     |
| 7  | 国道107号                  | 秋田県横手市山内黒沢字上ノ山13番5（岩手県境）から由利本荘市一番椻159番1地先の国道105号線との交点まで                                       |
| 8  | 国道108号                  | 秋田県湯沢市秋ノ宮字役内山国有林45林班い小班地内（宮城県境）から由利本荘市一番堰146番1先の国道105号線との交点まで                          |
| 9  | 国道282号                  | 秋田県鹿角市八幡平字才田18番1地先（岩手県境）から鹿角郡小坂町小坂字古遠沢国有林9林班ち小班地内（青森県境）まで                             |
| 10 | 国道285号                  | 秋田県潟上市飯田川飯塚字古開92番5先の国道7号線との交点から大館市中山字流田108番7地先の国道103号線との交点まで                              |
| 21 | 主要地方道角館六郷線       | 秋田県大仙市下鶯野217番先の国道105号の交点から秋田県仙北郡美郷町赤城47番2号先の国道13号交点まで                                            |
| 22 | 主要地方道湯沢雄物川大曲線 | 秋田県湯沢市沖鶴69番5号先の国道398号交点から秋田県大仙市戸蒔字谷地85番1号先の国道13号交点まで                                              |
| 23 | 主要地方道秋田停車場線     | 秋田県秋田市中通二丁目7番6号先から秋田県秋田市川尻町字大川反233番31号先の国道7号の交点まで                                                 |
| 24 | 主要地方道秋田昭和線       | 秋田県秋田市御所野下堤五丁目1番3号先の主要地方道秋田御所野雄和線の交点から秋田県潟上市昭和八丁目字中の坪1番1号先の国道7号交点まで          |
| 25 | 主要地方道秋田天王線       | 秋田県秋田市下浜羽川字上野1番地7号地先の国道7号交点から秋田県潟上市天王字蒲沼92番1号先の国道101号の交点まで                                |
| 26 | 主要地方道秋田北野田線     | 秋田県秋田市旭北栄町528番地先の主要地方道秋田停車場線交点から秋田県秋田市河辺戸島字七曲下15番1地先の主要地方道秋田御所野和雄和線の交点まで |
| 27 | 主要地方道秋田北インター線 | 秋田県秋田市上新城中字南波掛29番2号先から秋田市外旭川字三千刈50番1先の主要地方道秋田天王線との交点まで                                     |
| 28 | 県道男鹿昭和飯田川線       | 秋田県男鹿市船越字内子358番16号先の国道101号の交点から秋田県潟上市飯田川飯塚字古開89番1先の国道7号との交点まで                             |
| 29 | 県道富根能代線             | 秋田県能代市二ツ井町飛根字高清水559番2地先の国道7号交点から秋田県能代市豊祥岱1番26地先の国道7号交点まで                                    |
| 30 | 県道土崎港秋田線           | 秋田県秋田市外旭川八柳三丁目281番先の県道秋田北インター線の交点から秋田市千秋明徳町16番1先の主要地方道秋田停車場線との交点まで             |

### 今まで指定されていた路線
| 番号 | 路線名                   | 指定されていた区間 | 指定解除日             |
| ---- | ------------------------ | --- | ---------------------- |
| A1   | 主要地方道大館十和田湖線 | 秋田県大館市大館51番3地先の国道7号との交点から鹿角市十和田大湯字大湯国有林47林班の小班地内の国道103号との交点まで            | 平成28年(2016年)1月1日 |
| A2   | 主要地方道鷹巣川井堂川線 | 秋田県北秋田市綴子字田中大道下43番1地先の国道7号との交点から北秋田郡上小阿仁村堂川字下下川原19番2地先の国道285号との交点まで | 平成28年(2016年)1月1日 |
| B1   | 国道398号                | 秋田県湯沢市皆瀬字小安奥山国有林43林班ヘ小班地内から由利本荘市東由利舘合字壇の下10番3先の国道107号との交点まで               | 令和3年(2021年）4月1日 |
| B2   | 主要地方道大曲大森羽後線 | 秋田県大仙市若竹町320番先の国道105号との交点から雄勝郡羽後町新町字新町94番4地先の国道398号との交点まで                       | 令和3年(2021年）4月1日 |